# Neo Drift Out: New Technology
Neo Drift Out: New Technology (NEOドリフトアウト?, Neo Dorifuto Auto) è un videogioco arcade di rally del 1996, sviluppato da Visco e pubblicato per Neo Geo e Neo Geo CD da SNK. È il quarto e ultimo capitolo della serie Drift Out. Sebbene segua Super Drift Out: World Rally Championships, è più vicino al precedente Drift Out '94: The Hard Order.
In questo titolo, i giocatori corrono su vari tracciati a bordo di auto ad alta velocità, sfidando altri piloti. Inoltre offre diverse modalità, tra cui una campagna per giocatore singolo e una modalità multigiocatore in cui fino a due giocatori possono sfidarsi.

## Modalità di gioco
Il gameplay di Neo Drift Out: New Technology è tale e quale i predecessori ma con visuale isometrica. Per iniziare, il giocatore sceglie tra tre veicoli da rally giapponesi – la Mitsubishi Lancer, la Subaru Impreza e la Toyota Celica – che variano in base alle loro caratteristiche di velocità, controllo e carrozzeria.
In ogni fase di gara, il giocatore deve raggiungere il traguardo nel minor tempo possibile. Se il cronometro raggiunge lo zero, il giocatore perde e la partita termina a meno che non possa continuare. Durante la guida, il tempo a disposizione del giocatore è limitato da barili, pozzanghere, ghiaccio scivoloso, coni e altri ostacoli che si trovano sul suo percorso. Anche le altre auto in corsa possono rappresentare un ostacolo. Inoltre, il giocatore deve mantenere la propria auto da rally dritta quando si affronta una salita, altrimenti l'auto sterzerà e si schianterà. Il giocatore può guadagnare più tempo superando i checkpoint tra il punto di partenza e quello di arrivo. Il giocatore può anche prendere scorciatoie. Prima di svoltare, il giocatore riceverà sempre un avviso immediato sullo schermo, con una voce che gli dirà in quale direzione svoltare, oltre ad altri avvertimenti.
Oltre alla fase di pratica iniziale, ci sono altre sei fasi da superare: Europa, Africa, Terre Innevate, Emisfero Australe, Scandinavia e Gran Bretagna.

## Accoglienza
Neo Drift Out: New Technology è stato accolto in modo generalmente positivo dalla critica. AllGame ne ha elogiato il gameplay intuitivo ma difficile da padroneggiare e la velocità, ma ha criticato la presentazione audiovisiva per essere standard e poco ispirata. MAN!AC ha recensito la versione Neo Geo CD e ha elogiato il suo gameplay veloce, ma ha considerato il design del suono come "non importante" e la grafica migliore dell'originale Drift Out. La rivista brasiliana Super Game Power ha paragonato il gioco a Power Drive Rally, dando grandi commenti alla grafica, al suono, ai controlli e al fattore divertimento.
Nel 2014 Hobby Consolas lo piazza al diciassettimo posto della loro lista dei venti migliori giochi su Neo Geo CD.